# تروي باير
تروي باير (بالإنجليزية: Troy Beyer)‏ هي منتجة أفلام وكاتبة سيناريو وكاتِبة ومخرجة ومخرجة وممثلة أمريكية، ولدت في 7 نوفمبر 1964 في نيويورك في الولايات المتحدة.

## أعمال

### أفلام
- (1996) إيدي
- (2002) جون كيو[3]

### مسلسلات
- ديناستي

## وصلات خارجية
- تروي باير على موقع IMDb (الإنجليزية)
- تروي باير على موقع ألو سيني (الفرنسية)
- تروي باير على موقع أول موفي (الإنجليزية)
- تروي باير على موقع قاعدة بيانات الأفلام السويدية (السويدية)
- تروي باير على موقع إن إن دي بي (الإنجليزية)
- تروي باير على موقع قاعدة بيانات الفيلم (الإنجليزية)
- تروي باير على موقع كينوبويسك (الروسية)